# Vườn thú trong hộp giầy
Vườn thú trong hộp giầy (Tiếng Anh: Shoebox Zoo) là một bộ phim truyền hình kỳ ảo dành cho thiếu nhi dưới sự tài trợ của các hãng như BBC Scotland và các công ty truyền hình Canada. Tại Việt Nam, bộ phim được TVM Corp mua bản quyền và phát sóng trên kênh HTV3 với phiên bản lồng tiếng.

## Phân vai
| Nhân vật               | Lồng tiếng Việt (HTV3) |
| ---------------------- | ---------------------- |
| Dẫn chuyện             | Khánh Hoàng            |
| Marnie                 | Thanh Hồng             |
| Ba Marnie              | Tất My Ly              |
| Michael Scot, Eddie    | Bá Nghị                |
| Wolf Gang, Mc. Taggart | Quốc Tín               |
| Bruno, Steward         | Tuấn Thanh             |
| Alissa                 | Minh Chuyên            |
| Toledo                 | Chơn Nhơn              |
| Laura                  | Huyền Chi              |
| John Roberts           | Anh Tuấn               |
| Cô Mc. Kay             | Kiều Oanh              |
| Dolgie                 | Đăng Thái              |